# 2020 في المملكة المتحدة
فيما يلي قائمة الأحداث التي حدثت عام 2020 في المملكة المتحدة .

## شاغلو المناصب
- العاهل - إليزابيث الثانية
- رئيس الوزراء - بوريس جونسون (حزب المحافظين)
- البرلمان - البرلمان الثامن والخمسون

## الأحداث
- جائحة فيروس كورونا في المملكة المتحدة 2020
- أعلن هاري دوق ساسيكس وزوجته ميغان ماركل في 8 يناير 2020 تنازلهما عن مهامهما كعضوين بارزين في العائلة الملكية البريطانية (ميغزيت).

- 30 يوليو - 26 أغسطس - انتخابات قيادة الحزب الديمقراطي الليبرالي.
- أغسطس 2020 - انتخابات قيادة حزب الخضر لإنجلترا وويلز.
- 31 ديسمبر - انتهاء الفترة الانتقالية الحالية، والموعد النهائي للمفاوضات حول العلاقات المستقبلية بين المملكة المتحدة والاتحاد الأوروبي، بعد خروج بريطانيا من الاتحاد الأوروبي.[1]